# Джоя Санитика
Джо̀я Санѝтика (на италиански: Gioia Sannitica) е малко градче и община в Южна Италия, провинция Казерта, регион Кампания. Разположено е на 275 m надморска височина. Населението на общината е 3636 души (към 2013 г.).